# 清見村立池本中学校
清見村立池本中学校（きよみそんりつ いけもとちゅうがっこう）は、岐阜県大野郡清見村（現・高山市）に存在した公立中学校。

## 概要
- 清見村北西部の中学校であった。池本小学校に併設され、池本小中学校とも称した。1963年、清見村の5つの中学校（池本中・夏厩中・大原中・福寄中・牧ヶ洞中）を統合し、清見中学校の開校により廃校。
- 分校として森茂分校（池本小学校森茂分校に併設）、小鳥山分校（池本小学校小鳥山分校に併設）が存在した。これらの分校は清見中学校に引き継がれた。

## 沿革
- 1947年（昭和22年）4月 - 清見村立池本中学校として開校。池本小学校に併設。
- 1950年（昭和25年）4月 - 森茂分校を設置。
- 1952年（昭和27年）4月 - 小鳥山分校を設置する。
- 1953年（昭和28年）11月 - 中学校校舎が完成。
- 1963年（昭和38年）4月1日 - 清見村の5つの中学校が統合され、清見中学校が開校。名目上の統合であり、池本中学校は清見中学校池本教室となる。森茂分校と小鳥山分校は清見中学校に引き継がれる。
- 1964年（昭和39年）11月19日 - 清見中学校の校舎が完成し、開校式が行われる。同時に池本教室は廃止。

## 森茂分校
- 1950年、清見村立池本中学校森茂分校として開校。池本小学校森茂分校に併設されていた。
- 1963年に清見村の5つの中学校を統合して清見村立清見中学校が開校したさい、池本中学校から清見中学校に移管され、清見村立清見中学校森茂分校に改称。1967年8月1日に廃止。
- 校区の森茂地区は庄川支流の森茂川上流部の集落であった。1972～1973年に全住民が集団移転し、無人の集落となった。

## 小鳥山分校
- 校区の小鳥山地区は猪伏山の麓の高原であり、戦後開拓によって開かれた開拓地であった。住民の要望により1952年4月に池本小学校小鳥山分校に併設して、清見村立池本中学校小鳥山分校として開校。
- 1963年に清見村の5つの中学校を統合して清見村立清見中学校が開校したさい、池本中学校から清見中学校に移管され、清見村立清見中学校小鳥山分校に改称。1967年8月1日に廃止。
- 小鳥山地区は住民の離村により無人となった後、清見村に買い取られ、村営牧場となった。現在は高山市営小鳥山牧場となっている。